# Heinrich Ludwig Villaume
Heinrich Ludwig Villaume, auch Louis Henri Ducoudray Holstein, (* 23. September 1772 in Schwedt/Oder; † 24. April 1839 in Albany (New York), USA) war General der Napoleonischen Armee, Festungskommandant in der Republik Cartagena, Pädagoge und Autor eines Buches über Simón Bolívars Befreiung Südamerikas.

## Leben

### Jugend
Er war ein Sohn des Pfarrers und Pädagogen Peter Villaume, der einer Hugenottenfamilie entstammte und nach seinem Studium in Berlin in eine Pfarrei in Schwedt übernahm. Wohl kurz nach der Geburt von Heinrich Ludwig, denn die uneinheitlichen Angaben über den Geburtsort bieten Raum für die Geburt Heinrich Ludwigs während des Umzugs. Später wirkte der Vater in Halberstadt, wo er eine Mädchenschule betrieb. Danach lehrte er an einem Berliner Gymnasium. Dieses Umfeld bescherte dem jungen Heinrich Ludwig eine hervorragende Bildung und eben auch Lust am Lernen.

### Napoleonische Armee und Spanien
1793 trat er in die französische Revolutionsarmee ein, übernahm bereits 1795 ein Bataillon, verließ jedoch die Armee im darauffolgenden Jahr. Als General Marie-Joseph de Lafayette im mährischen Olmütz in Haft saß, trug er 1797 zu dessen Befreiung, als dänischer Kaufmann Peter Feldmann auftretend, bei. „Nach 1800“ schreibt er selbst, war er „im Stab Napoleons Bonaparte angestellt.“ 1809 änderte er seinen Namen in Ducoudray Holstein. In der französischen Armee war er 1811 als General im katalanischen Generalstab des Herzogs von Tarent in Barcelona, bis er am 2. September abgesetzt und im Hospital interniert wurde. Ein Dekret Napoleons hatte ihn zum Verräter erklärt. Nach zwei Monaten Haft gelang ihm die Flucht.

### Amerika
Nach den Erfolgen des Herzogs von Wellington 1811–1812 (Unterstützung der Engländer von Portugal aus) fiel er den Spaniern in die Hände, die ihn nach Cádiz verlegten. Hier schaffte er es Anfang 1813, sich mit Hilfe eines spanischen Offiziers und nicht näher bekannten Mexikanern aus der Haft zu befreien, um in den USA einzureisen. Diese jedoch verweigerten ihm den Zugang zu ihrem Militär, so dass er wieder abreiste. Möglicherweise machte er noch einen Abstecher nach Mexiko, um dort den Unabhängigkeitskampf zu unterstützen, bevor er Anfang 1814 in Cartagena zum Bund der Befreiten Provinzen Neu-Granadas gelangte.

### Cartagena und Bolívar
Hier war er zuerst in der Korsaren-Einheit von Louis Aury, mit dem er eine Freundschaft pflegte, und später bei dem konservativen General Manuel Castillo y Rada, der gerade die Königstreuen Santa Martas im Rahmen der Befreiungskriege am Río Magdalena bekämpfte. Als im Januar 1815 eine Regierungskrise infolge mehrerer Staatsstreiche in kurzer Zeit mit fortgesetzten Putschen eintrat, stand Villaume an der Seite Castillo y Radas, der die politische Instabilität militärisch beendete. Hier heiratete er wohl die Kolumbianerin María del Carmen.
Während Pablo Morillos Belagerung von Cartagena von Ende August bis Anfang Dezember 1815 leitete er als General die Verteidigung der Festung Bocachica auf der Insel Tierrabomba in der Hafeneinfahrt. Am Tag vor der Kapitulation floh Villaume mit den Offizieren Bolívars auf das Schiff seines Freundes, des Freibeuters und Marinekommandanten von Cartagena, Louis Aury. Er traf den Befreier Simón Bolívar im Januar 1816 in Haiti und schloss sich ihm an. Villaume beteiligte sich an der Landung auf Margarita im Mai und der dortigen Einsetzung Bolívars als Oberbefehlshaber. Trotz der überraschenden Einnahme Carúpanos durch die Vorhut Bolívars, sah er offenbar den anstehenden Rückzug voraus und verließ am 23. Juni das Heer Bolívars. Er schiffte sich wieder nach Haiti ein, um sich dort als Buchhändler und Musiklehrer durchzuschlagen.

### Karibik und USA
Bereits nach vier Jahren, 1820, siedelte er nach Curaçao über, weil er sich hier bessere Verdienstmöglichkeiten erhoffte. Offenbar waren die Verhältnisse dieser Insel auch nicht einträglicher, so dass er sich 1822 in die USA begab, wo er Waffen und ein Schiff mit falschen niederländischen Papieren für den Aufstand in Puerto Rico beschaffte. Über die damals dänische Insel Sankt Thomas wollte er mit einigen Hundert Söldnern dort Zwischenstation zur Aufstellung seiner Truppe machen. Obwohl ursprünglich mit staatlichen Stellen abgesprochen, wurde das Geschäft jedoch verhindert und er zum Tode verurteilt. Mit der Hilfe General Lafayettes und einer Regierungsintervention entging er der Strafe und durfte in die USA übersiedeln.
Hier wurde er Vater und lehrte Neue Sprachen, zuerst am College und um 1835 an der Akademie für Frauen in Albany im Staat New York. Als Pädagoge vertrat er die Ansicht, um eine Sprache zu richtig zu erlernen, müsse man in dieser Sprache denken und sie nicht zwangsläufig übersetzen. Er blieb bis zu seinem Tod in den USA.

## Buch
Bekannt ist Villaume für sein Buch Memoirs of Simón Bolívar (Boston, 1829, London, 1830), das er unter dem Namen Henri Louis Ducoudray Holstein nach fünfjähriger Arbeit, aber nur fünf Monaten bei Bolívar, veröffentlichte.

### Inhalt
Bolívar kommt in dem Werk nicht gerade gut weg, weil Villaume den „Feuereifer“ Bolívars für sein Vaterland nicht sehr schätzte. (Die Lage der Unabhängigkeitskämpfer zu diesem Zeitpunkt war, gesamtstrategisch gesehen, katastrophal, was fehlte, musste der Patriotismus von Bolívar ausgleichen.) Die Beschreibung im Buch von Bolívars äußerem Erscheinungsbild ist noch heute gebräuchlich (und passt gut zu den Obduktionsdaten).
Dafür, dass Villaume über ein Jahr mit den Separatisten Neu-Granadas und Venezuelas verbrachte, bringt er erstaunlich viel in dem Buch durcheinander. Sicherlich spielen auch die Möglichkeiten, die er bei der Nachrecherche zum Buch hatte, eine Rolle bei der Qualität desselben. Ohne die sprachlichen Fähigkeiten Villaumes schmälern zu wollen, ist die Möglichkeit durchaus gegeben, dass er nicht alles verstanden hat, was man ihm erzählt hat. Und die Darstellungen waren natürlich immer vom Standpunkt des Berichterstatters eingefärbt. (Die Ereignisse, denen er nicht selbst beiwohnte, ließ er sich von Beteiligten berichten.) Daher ist kaum zu unterscheiden, welche Details korrekt wiedergegeben wurden und welche verzerrt dargestellt sind. Im Einklang mit der heutigen Geschichtsschreibung steht seine Darstellung jedenfalls nicht unbedingt.
Hinzu kommen persönliche Befindlichkeiten. Obwohl er selbst abstreitet, aus finanziellen Beweggründen am Freiheitskampf der Kreolen teilzunehmen, weist sein späterer Lebensweg doch auf monetäre Engpässe hin. Der Unmut über die Essensration bei der Landung im ersten Halbjahr 1816 in Ostvenezuela, die einen „kaum vier Loth“ schweren Arepa (Maismehltörtchen) und zwei kleine Fische am Tag für Offiziere und Mannschaften ist wiederum sehr glaubhaft. Die Berichte der Hinrichtungen von Spaniern sind grundsätzlich nicht zu verwerfen, da solche Aspekte in der offiziellen Geschichtsschreibung gerne vernachlässigt werden. Eine angemessene Aufarbeitung unter Berücksichtigung der neueren Geschichtsschreibung fehlt.

### Folgewerke
Dieses Buch war die Grundlage für den Artikel „Bolívar y Ponte“, den Karl Marx Anfang Januar 1858 für „The New American Encyclopedia“ schrieb und diente Alfonse Violett als Grundlage für die ebenfalls zweibändige Fortsetzung: Histôire de Bolívar, par le Général Ducoudray Holstein (Paris 1831). Marx Artikel ist dementsprechend scharf gegenüber Bolívar, was auch hier nur punktuell richtig ist.